# Rudolf Caplanschi
Rudolf Caplanschi (Kaplanski; alte variante de nume Ruven sau Ruvim; în rusă Рудольф Ильич Капланский; n. 8 martie 1911, Reni, gubernia Basarabia, Imperiul Rus – d. 16 octombrie 1966, Chișinău, RSS Moldovenească, URSS) a fost un evreu basarabean, cântăreț și violonist român și sovietic moldovean.

## Biografie
S-a născut în târgul Reni din ținutul Ismail, gubernia Basarabia, Imperiul Rus (actualmente în Ucraina), în familia negustorului de cereale Eliuhim Kaplanski, care mai târziu s-a mutat împreună cu familia la Cetatea Albă. În 1930 a absolvit Conservatorul privat „Unirea” din Chișinău la clasa de vioară a profesorului Mark Pester, după care a evoluat ca violonist și flautist în orchestrele restaurantelor din Cetatea Albă (1930-1933), iar din 1933 la București. Din 1935, a cântat în orchestra bucureșteană a lui Petre Leșcenco, unde și-a cunoscut soția, pianista și acompanianta Sonia (Sofia) Shirman (1911–?). În 1937 a condus orchestra restaurantului Schwarzer Adler („Vulturul Negru”) din Cernăuți. De asemenea, în aceeași orchestră au început să cânte, la invitația sa, instrumentiștii Harry Shirman și Charles (Heikel) Breitburd, care au format ulterior „coloana vertebrală” a Moldgosjaz (Orchestra de Jazz de Stat din Moldova).
Doi ani mai târziu s-a întors la București, unde a cântat în orchestra barului „Pelican” și din nou cu Leșcenco. După ocupația sovietică a Basarabiei în 1940, s-a mutat împreună cu familia la Chișinău, unde a organizat în curând o orchestră la cinematograful Orpheum. Pe baza acestei orchestre, dirijorul Șico Aranov a creat în 1941 Orchestra de Jazz de Stat din Moldova (Moldgosjazz), al cărei solist a fost Caplanschi. Soția sa a cântat în aceeași orchestră, la fel ca și fratele ei, violonistul, saxofonistul și clarinetistul Harry Shirman. În timpul celui de-al Doilea Război Mondial, orchestra a cântat pe fronturi.
Majoritatea melodiilor au fost interpretate în limbile „moldovenească” și rusă. Piesele „Nu m-am putut abține să mă întorc”, „Vioara”, „Mulțumesc, mamă!”, „Întoarcere”, „Dacă iubiți...” (versuri de Liviu Deleanu, text rusesc de Georghi Hodosov) interpretate de Rudolf Caplanschi, au devenit hit-uri. Alte piese pe care le-a interpretat, includ „Aurica” (versuri de Aureliu Busuioc, versuri rusești de Alexandr Renin și Igor Ivanov), „Nopțile Moldovei” (versuri de Alexandru Badaș, text rusesc de Alexandr Renin), „George”, inspirat de filmul Let George Do It!. Muzica pentru toate melodiile a fost scrisă de Șico Aranov.
După dizolvarea Moldgosjazz-ului în 1948, a devenit solistul ansamblului Filarmonicii din Chișinău, din anii 1950, în orchestra de jazz „Bucuria”.
A decedat la Chișinău în 1966. 